# Anne Poleska
Anne Poleska, född 20 februari 1980 i Krefeld, är en tysk simmare.
Poleska blev olympisk bronsmedaljör på 200 meter bröstsim vid sommarspelen 2004 i Aten.